# Ürmös (Brassó megye)

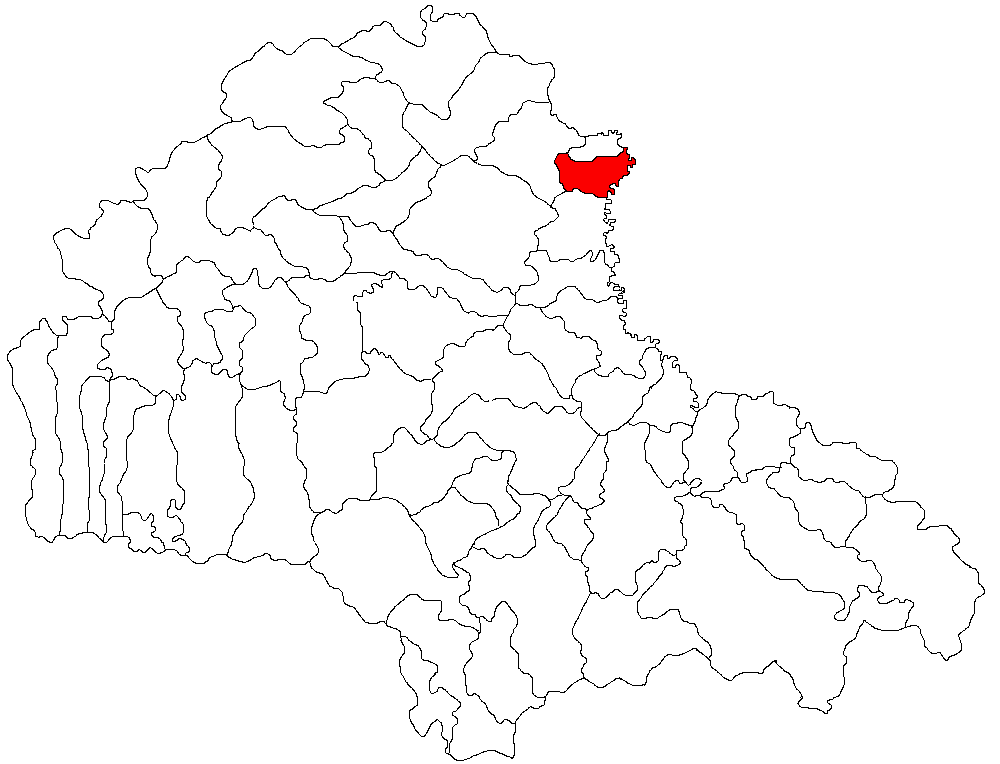

Ürmös (románul Ormeniș, németül Ermesch) falu Romániában Brassó megyében.

## Fekvése
Brassótól 40 km-re északra az Olt bal partján fekszik. Az addig hozzá tartozó Ágostonfalva 2004-től önálló község.

## Története
A falu határában a Töpe nevű helyen vár volt. A középkori falu az Olt kanyarjában feküdt. Unitárius, ortodox temploma és római katolikus kápolnája van. A falu központjában levő kastély a hagyomány szerint I. Rákóczi György vadászkastélya volt. Határában a Töpe-patak völgyében barlang és kőfülke található. A trianoni békeszerződésig Nagy-Küküllő vármegye Kőhalmi járásához tartozott. 1910-ben 1545, túlnyomórészt magyar lakosa volt, 1992-ben 1804 lakosa volt, ebből 877 magyar, 535 cigány, 387 román és 5 német.

## Híres emberek
- Itt született 1827-ben Maurer Lajos 48-as szabadságharcos, honvéd ezredes.
- Itt született 1898-ban Fekete Lajos író, költő.
- Itt született 1913-ban dr. Erdő János unitárius püspök, teológiai tanár.
- Itt született 1918-ban Nagy József újságíró, náciellenes politikus, a Gestapo áldozata.

## Testvértelepülések
- Sajósenye, Magyarország
- Péder, Szlovákia